# Voinivka, Novoukraiinka
Voinivka (în ucraineană Войнівка) este un sat în comuna Novomîkolaiivka din raionul Novoukraiinka, regiunea Kirovohrad, Ucraina.

## Demografie
Componența lingvistică a localității Voinivka
     Ucraineană (97,22%)
     Rusă (2,38%)
     Alte limbi (0,4%)
Conform recensământului din 2001, majoritatea populației localității Voinivka era vorbitoare de ucraineană (97,22%), existând în minoritate și vorbitori de rusă (2,38%).